# Dominic Kimengich
Dominic Kimengich (Kituro, distrito de Baringo, Quênia, 23 de abril de 1961) é um ministro queniano e bispo católico romano de Eldoret.
Dominic Kimengich foi ordenado sacerdote em 14 de setembro de 1986.
Papa Bento XVI nomeou-o em 20 de março de 2010 Bispo Titular de Tanaramusa e Bispo Auxiliar em Lodwar. O arcebispo de Nairobi, John Cardinal Njue, deu-lhe a consagração episcopal em 22 de maio do mesmo ano; Os co-consagradores foram Zaqueu Okoth, Arcebispo de Kisumu, e Patrick Joseph Harrington SMA, Bispo de Lodwar.
Em 5 de março de 2011 foi nomeado Bispo de Lodwar.
O Papa Francisco o nomeou Bispo de Eldoret em 16 de novembro de 2019. A posse ocorreu em 1º de fevereiro do ano seguinte.